# Maréchal (armée)
Pour les articles homonymes, voir Maréchal.
Maréchal du francique *marhskalk, issu du germanique commun *markhaz, lui-même issu du celtique markh (cheval), et du germanique *skalkaz « serviteur », littéralement : le serviteur chargé du soin des chevaux.
Ce terme a très tôt désigné des agents du pouvoir royal médiéval, notamment sous son aspect guerrier. Le maréchal, ou les maréchaux, avaient comme rôle de seconder le connétable dans ses fonctions, essentiellement la conduite de la guerre et la juridiction du point d'honneur.

## Maréchal par pays

### Allemagne
Plusieurs grades de maréchaux ont existé dans l'histoire allemande. L'Empire allemand connaissait le grade de Generalfeldmarschall (« maréchal général de camp »), qui fut utilisé par la république de Weimar et le Troisième Reich. Il s'agissait du grade le plus élevé de la hiérarchie militaire des armées de terre et de l'air jusqu'en 1941 quand Hermann Göring reçut le grade de Reichsmarschall (« maréchal du Reich », à ne pas confondre avec les dignités de Reichserbmarschall (« maréchal héréditaire de l'empire ») et de Reichserzmarshall (« Archimaréchal de l'empire ») ; voir paragraphe ci-après : Empire romain germanique. On désigne souvent en français le grade de Generalfeldmarschall par le germanisme feld-maréchal.
Le rang de «maréchal de la République démocratique allemande » (Marschall der Deutsche Demokratische Republik) était le plus élevé de l'Armée populaire de la République démocratique allemande, mais il ne fut jamais attribué.

### Angleterre
La dignité de comte-maréchal d'Angleterre (earl marshal of England) est un des grands offices de la Couronne. À l'origine, le lord maréchal secondait le lord grand connétable. Après l'effacement de celui-ci à la fin du Moyen Âge, le comte-maréchal demeura à la tête du College of Arms chargé de toutes les questions d'héraldique et de généalogie. Le titre est porté de façon héréditaire dans la famille Fitzalan-Howard, au duc de Norfolk, et assure à son porteur un siège à la chambre des lords.

### Autriche
Il existait dans l'archiduché d'Autriche une dignité de maréchal (Marschall), héréditaire dans la famille de Sturburg.
Le grade de maréchal de camp (feldmarschall) constituait le sommet de la hiérarchie militaire de l'empire autrichien, puis de l'Austro-Hongrie.

### Bolivie
En Bolivie, le titre de maréchal est une distinction militaire, et il n'a été accordé que quatre fois :
- Andrés de Santa Cruz, (1792-1865), maréchal de Zepita.
- Otto Philipp Braun, (1798-1869), maréchal du Monténégro.
- José Ballivián, (1805-1852), maréchal de Ingavi.
- Bernardino Bilbao Rioja (en), (1895-1983), maréchal de Kilomètre 7.

### Brésil
Le grade de Maréchal est le plus haut grade dans l'armée de terre et l'armée de l'air. Il n'est actuellement plus utilisé, et n'est attribuable qu'en temps de guerre.
Il y a eu sept maréchaux durant l'empire du Brésil :
- Luís Alves de Lima e Silva, Duque de Caxias (1803-1880) ;
- Francisco Xavier Calmon Cabral da Silva (pt), Baron of Itapagipe (?-1877) ;
- Manuel Luís Osório (pt), Marquis de Erval (1808-1879) ;
- Francisco José de Sousa Soares de Andréa (pt), Baron de Caçapava (1781-1858) ;
- Gaston d´Orléans, comte d'Eu (1842-1922) ;
- Manuel Antônio da Fonseca Costa (pt), Marquis de Gávea (1803-1890) ;
- José Antônio Correia da Câmara (pt), Vicomte de Pelotas (1824-1893).

Le grade a ensuite été conféré pendant la république. Il y a eu 66 maréchaux; 63 dans l'armée et trois dans la Force aérienne. Cinq maréchaux ont été présidents de la république des États-Unis du Brésil, notamment dans les années qui ont suivi la mise en place de la République en 1889 et aussi entre 1964 (coup d'État brésilien) et le rétablissement de la démocratie en 1985 :
- Manuel Deodoro da Fonseca, (1827-1892) entre 1889 et 1891 ;
- Floriano Vieira Peixoto, (1839-1895) entre 1891 et 1895 ;
- Hermes Rodrigues da Fonseca, (1855-1923) entre 1910 et 1914 ;
- Humberto de Alencar Castelo Branco, (1900-1967) entre 1964 et 1967 ;
- Arthur da Costa e Silva, (1902-1969) entre 1967 et 1969.

### Chine
Le rang de Yuan shuai (en) (maréchal) existe en Chine depuis la dynastie Song jusque dans la Chine communiste, où il a été attribué à dix généraux de l'APL, avant son abolition en 1965. Il y a également un grade supérieur, celui de Da yuan shuai (en) (généralissime, grand maréchal de l'Armée et de la Marine ou encore grand maréchal de la république populaire de Chine), qui a existé durant les débuts de la république de Chine et de la république populaire de Chine.

### Corée du Nord
- La Corée du Nord a divers rangs de maréchal, en commençant par le rang de vice-maréchal (chasu), suivi du rang de maréchal (wonsu (en)). Ces deux grades sont eux-mêmes surclassés par celui de taewonsu (en).
  - Kim Il-sung, wonsu en 1953, taewonsu en 1992
  - Kim Jong-il, wonsu en 1992, taewonsu en 2012
  - Kim Jong-un, wonsu en 2012

En dehors des trois dirigeants suprêmes, sept officiers ont été promus wonsu, O Jin-u (1917-1995) en 1992, Choe Kwang (1918-1997) et Ri Ul-sol (en) (1921-2015) en 1995, Kim Yong-chun (en) (1936-2018) et Hyon Chol-hae (en) (né en 1934) en 2016, Ri Pyong-chol (en) (né en 1948) et Pak Jong-chon (en) en 2020.

### Corée du Sud
- La Corée du Sud a elle aussi le grade de maréchal (wonsu), mais il n'a jamais été attribué.

### Écosse
Le rôle du maréchal d'Écosse (Marischal of Scotland) était à peu près similaire à celui du maréchal d'Angleterre, mais il ne conserva plus de rôle effectif à la fin du Moyen Âge. Le titre de lord maréchal puis de comte-maréchal porté de façon héréditaire dans le clan Keith (en) fut réuni à la couronne après la révolte jacobite de 1715.

### Égypte
- Ibrahim Pacha (1789-1848)
- Abbas Ier Hilmi (1813-1854)
- Yahya Mansur Yeghen (1837-1913)
- Horatio Herbert Kitchener (1850-1916)
- 1914 : Hussein Kamal (1853-1917)
- Fouad Ier (1868-1936)
- Aziz Ali al-Misri (1879-1965)
- Farouk d'Égypte (1920-1965)
- 1949 : Abdallah Ier de Jordanie (1882-1951)
- 1952 : Fouad II (né en 1952)
- 1955 : Hussein de Jordanie (1935-1999)
- 1964 : Abdel Hakim Amer (1919-1967)
- 1973 : Ahmad Ismaïl Ali (1917-1974)
- 1978 : Abdel Ghani el-Gamasy (1921-2003)
- 1980 : Ahmed Badawi (1927-1981)
- 1989 : Abd al-Halim Abu Ghazala (1930-2008)
- 1991 : Mohamed Hussein Tantawi (1935-2021)
- 2014 : Abdel Fattah al-Sissi (né en 1954)

### Empire romain germanique
Il existait dans le Saint-Empire romain germanique un grand office d'archimaréchal (Erzmarschall) transmis de façon héréditaire avec le titre d'électeur de Saxe. En plus de ce grand office on trouvait dans la maison de l'Empereur, une dignité de maréchal (Reichserbmarschall) transmise de façon héréditaire dans la famille de Pappenheim.

### États-Unis
Les Forces armées des États-Unis n'ont pas à proprement parler de grade de maréchal, l'équivalent américain à ce grade étant celui de général 5 étoiles. Cependant, le titre de  Marshal (« maréchal ») est porté par une catégorie d'agents du maintien de l'ordre américains. Les US Marshals sont chargés d'appliquer les décisions des cours de justices fédérales, de convoyer les prisonniers et d'assurer la sécurité des tribunaux. Dans de nombreuses collectivités territoriales (villes ou comtés), marshal désigne un simple agent de police.
Le grade de General of the Armies, qui correspond à un général 6 étoiles ou à un grand maréchal, est le plus haut grade possible dans l'US Army. Il a été créé pour honorer le général John Pershing en 1919 pour avoir conservé l'indépendance opérationnelle des troupes américaines lors de la 1re Guerre mondiale et a ensuite été attribué à George Washington à titre posthume en 1976.

### Finlande
La dignité de « maréchal de Finlande » (Suomen marsalkka), comme le grade de « sous-maréchal » (sotamarsalkka) n'ont été attribués qu'à Carl Gustaf Emil Mannerheim, respectivement en 1942 et en 1933.

### France
On distingue parmi les différents maréchaux français :
- les maréchaux de France ou d'Empire, très hauts dignitaires militaires. La distinction de Maréchal ne s'obtient que pour avoir victorieusement commandé en chef en temps de guerre. Il s'agit d'une distinction et non d'un grade;
- les maréchaux de camp, officiers généraux de l'Ancien Régime ;
- les maréchaux des logis et maréchaux des logis chefs, sous-officiers des armes à cheval (dont l'actuelle gendarmerie, héritière des unités de maréchaussée qui faisait la police à cheval, l'arme blindée et cavalerie, l'artillerie et l'arme du train). Ils correspondent aux grades de sergent et sergent-chef dans les autres armes de l'Armée de terre ;
- enfin, le maréchal-général, qui était le plus haut dignitaire militaire de France après le « connétable ».

La famille de Lévis-Mirepoix porte le titre de « maréchal de la Foi ». Il remonte à la croisade des albigeois au XIIIe siècle. La fonction de maréchal, gérant les affaires militaires de l'armée croisée, fut conférée au seigneur Guy Ier de Lévis, qui la fit descendre à ses héritiers. Certains des maréchaux les plus importants de France étaient Catinat, Luxembourg, Schomberg, Craquis, Bouffers, Montecuculi, Berwick, Vendôme ou Villars.

### Grèce
En récompense de ses services durant le deuxième conflit mondial et la guerre civile grecque, le général puis Premier ministre grec Aléxandros Papágos (Αλέξανδρος Παπάγος né à Athènes le 9 décembre 1883 et mort le 4 octobre 1955) s'est vu décerner le titre honorifique de Maréchal, cas unique dans toute l'histoire militaire grecque.

### Irak
Bien qu'il n'ait aucune carrière dans l'armée, le seul titre de maréchal depuis la création de la république d'Irak est attribué au président Saddam Hussein pendant la guerre Iran-Irak et la guerre du Golfe. En temps de guerre, ses apparitions publiques se faisaient uniquement en uniforme.

### Japon
La désignation officielle est Gensui, rikugun-taishō (maréchal-général).

### Libye
En septembre 2016, Khalifa Haftar est promu maréchal par la Chambre des représentants, mais sans que ça soit reconnu par le gouvernement internationalement reconnu

### Ouganda
En 1975, Idi Amin Dada s'autoproclama maréchal, c'est l'unique maréchal de l'histoire de l'Ouganda.

### Ordre de Saint-Jean de Jérusalem
Dans l'ordre des Hospitaliers de Saint-Jean de Jérusalem la charge de « grand maréchal » allait au pilier de la Langue d'Auvergne. Il était chargé de toutes les questions militaires de l'Ordre et en était le troisième personnage, après le grand maître et le grand commandeur. Cet office fut supprimé à la Révolution lorsque la confiscation des biens de l'ordre aboutit à la suppression de facto de la Langue d'Auvergne.

### Pérou
Grand Maréchal du Pérou (Gran Mariscal del Peru), communément appelé maréchal du Pérou, est le plus haut rang dans l'armée péruvienne. Contrairement aux autres rangs, il est conféré seulement à un agent qui a été victorieux à la guerre.
1823 - José de la Riva-Agüero y Osma
- Antonio José de Sucre y Alcalá
- Mariano Necochea (en)
- José de La Mar

1828 - Agustín Gamarra Messia
1834 - William Miller
- Bernardo O'Higgins Riquelme
- Domingo Nieto
- Ramón Castilla y Marquesado
- Miguel de San Román Meza

1919 - Andrés Avelino Cáceres Dorregaray
1939 - Oscar R. Benavides Larrea
1946 - Eloy G. Ureta (en)
1989 - Francisco Bolognesi Cervantes (posthume)

### Pologne
La dignité de « maréchal de Pologne » (Marszałek Polski) est l'un des plus grands honneurs militaires du pays. Elle n'a été accordée qu'à six reprises, dont en 1922 à Ferdinand Foch, déjà maréchal de France et Field Marshal britannique.

### République centrafricaine
Jean-Bedel Bokassa s'autopromeut maréchal le 19 mai 1974.

### République démocratique du Congo
Le président Mobutu Sese Seko est proclamé en 1982 maréchal-président de son parti unique, le Mouvement populaire de la révolution, lors de sa fondation.

### Roumanie
Maresal (maréchal) est le plus haut rang dans l'armée de la Roumanie, les Forces armées roumaines. Il est l'équivalent d'un maréchal dans d'autres pays.
Le rang de Maresal ne peut être accordé qu'à un général ou un amiral en temps de guerre pour mérites militaires exceptionnels, par le Président de la Roumanie et confirmé par le Conseil suprême de la Défense nationale.
Seules trois personnes (en dehors des rois de Roumanie) ont été élevées au rang Maresal à ce jour: Alexandru Averescu et Constantin Prezan pendant la Première Guerre mondiale et Ion Antonescu pendant la Seconde Guerre mondiale.

### Royaume-Uni
Dans l'armée de terre britannique, le grade de field marshal (« maréchal de campagne ») correspond au grade le plus élevé de la hiérarchie militaire. Il est principalement décerné aux membres de la famille royale. On le désigne souvent en français par le germanisme feld-maréchal.
Field marshal vivants
- Richard Vincent, Baron Vincent de Coleshill (né en 1931) depuis le 2 avril 1991
- Sir John Chapple (né en 1931) depuis le 14 février 1992
- Prince Edward, duc de Kent (né en 1935) depuis le 11 juin 1993
- Peter Inge, Baron Inge (né en 1935) depuis le 15 mars 1994
- Sir Charles Guthrie, Baron Guthrie de Craigiebank (né en 1938) depuis le 16 juin 2012
- Charles de Galles (né en 1948) depuis le 16 juin 2012

Dans la Royal Air Force, la plupart des grades d’air officers (officiers généraux de l'Air) sont composés à partir de marshal. On distingue, en ordre hiérarchique croissant, le air vice marshal, le air marshal, le air chief marshal et le marshal of the Royal Air Force ce dernier grade étant l'équivalent de field-marshal pour l'armée de terre ou admiral of the fleet pour la Royal Navy.

### Russie et Union soviétique
Le grade de « maréchal général de camp » (генерал-фельдмаршал) fut créé en 1700 dans l'armée impériale russe sur le modèle de l'armée prussienne. Il fut aboli en 1917. Il est souvent décrit en français par le germanisme feld-maréchal.
Le grade de « maréchal de l'Union soviétique » (Маршал Советского Союза) fut créé en 1935 et constituait le sommet de la hiérarchie militaire.
En 1943 les grades de « maréchal d'arme » (Маршал рода войск) et de « maréchal en chef d'arme » (Главный Маршал рода войск) furent créés. Il s'agissait respectivement des troisième et deuxième grades de la hiérarchie militaire dans les branches secondaires de l'Armée rouge, telles que les Forces de missiles stratégiques.
Après l'effondrement de l'URSS, la Russie a créé un grade équivalent, celui de maréchal de la fédération de Russie (marchal Rossiïskoï Federatsii).

### Tchad
- Le président Idriss Déby est nommé maréchal en 2020.
- Son fils et successeur à la présidence, Mahamat Idriss Déby est nommé maréchal en 2024.

### Turquie
Seules deux personnes ont été élevées au rang de maréchal à ce jour : Mustafa Kemal Atatürk (le 21 septembre 1921) et Fevzi Çakmak (le 31 août 1922), pour leurs succès dans la guerre d'indépendance turque.

### Yémen
Le président Abdrabbo Mansour Hadi est maréchal.

### Yougoslavie
Le grade de « maréchal de Yougoslavie » (maršal Jugoslavije) était le grade le plus élevé de l'armée de la république populaire de Yougoslavie. Seul Josip Broz Tito fut promu à ce grade.